# مؤتمر بدشت
مؤتمر بدشت ( بالفارسية : گردهمایی بدشت) كان اجتماعًا مهمًا لكبار البابيين في إيران خلال الفترة من حزيران إلى تموز من عام 1848.
في حزيران وتموز 1848، وعلى مدى ثلاثة أسابيع، اجتمع عدد من زعماء البابيين في قرية بدشت في مؤتمر نظم جزئيًا وموله بهاء الله، وتركز على الطاهرة والقدوس، مما أدى إلى ظهور الوجود العام ونشر الدين البابي. حضر المؤتمر حوالي ثمانين رجلاً والطاهرة. يعتبر البابيون والبهائيون هذا المؤتمر لحظة فارقة أظهرت أن الشريعة الإسلامية قد ألغيت وحل محلها الشريعة البابية،  فضلاً عن كونه دليلاً رئيسيًا على أهمية رفع المكانة الاجتماعية للمرأة.

## الشخصيات والأحداث الرائدة
بعد اعتقال الباب في أوائل عام 1848، سعى الملا محمد علي برفوروشي، المعروف أيضًا باسم قدوس، إلى رفع الراية السوداء في مشهد. ومع ذلك، أجبرت المدينة البابيين على الخروج، وتم إقامتها رسميًا لاحقًا على يد الملا حسين البشروي. في الوقت نفسه، أعربت الطاهرة عن رغبتها في الحج إلى قلعة ماه كو في مقاطعة أذربيجان حيث كان الباب، مؤسس العقيدة البابية، محتجزًا. لكن ثبت أن هذا الأمر غير قابل للتنفيذ. وبدلاً من ذلك، قام بهاء الله بتنسيق الترتيبات اللازمة لكي تغادر الطاهرة طهران للانضمام إلى قوات قدوس. وفي الطريق التقيا بقدوس، واستقرا معًا في بدشت كمكان للقاء.
كان لكل فرد من الأفراد الثلاثة الرئيسيين حديقة:
- الطاهرة
- قدوس
- بهاءالله

تشير إحدى الروايات إلى أن هدف المؤتمر كان البدء في قطع كامل للمجتمع البابي عن الماضي الإسلامي. وتذكر الرواية نفسها أن السبب الثانوي كان إيجاد طريقة لتحرير الباب من سجن شيريق، وكانت الطاهرة هي التي دفعت بفكرة أنه يجب أن يكون هناك تمرد مسلح لإنقاذ الباب وإحداث الانفصال. ويذكر مصدر آخر أنه لم يكن هناك شك في أن زعماء البابيين البارزين أرادوا التخطيط لثورة مسلحة. يبدو أن الكثير مما كانت تدفع به الطاهرة كان أبعد مما كان معظم البابيين الآخرين على استعداد لقبوله.
كان الموضوع الأول للمؤتمر هو المطالبة بتحرير الباب من الاعتقال. وبعد ذلك، أثير السؤال حول ما هو بالضبط ادعاء الباب.
انقسم البابيون إلى حد ما بين أولئك الذين نظروا إلى الحركة باعتبارها قطيعة مع الإسلام، وركزوا على الطهارة، وأولئك الذين اتبعوا نهجًا أكثر حذرًا وركزوا على القدوس. يصف علماء ومؤرخو ذلك الوقت المؤتمر بأنه كان محددًا بالاختلافات والقرارات بين القدوس والطاهرة. تشير مصادر عديدة إلى دور بهاء الله في حل القضايا لصالح الطاهرة. في الواقع، تم تقديم اسم "الطاهرة" من قبل بهاء الله في المؤتمر، بالإضافة إلى أسماء أخرى للأفراد. وفقًا لنبيل الأعظم، تم تسمية الثلاثة بهذه الطريقة من قبل حضرة بهاء الله في المؤتمر. وربما تم إعطاء جميع الحاضرين أسماء جديدة.
وشملت الأحداث الرئيسية، كعمل رمزي، قيام الطاهرة بخلع حجابها التقليدي أمام حشد من الرجال في مناسبة واحدة، ولوحت بالسيف في مناسبة أخرى. وقد أثار الكشف عن هذا الفعل صدمة وذهولاً بين الرجال الحاضرين، إذ كان تحديًا واضحًا للطرق الثقافية والدينية لرؤية المرأة المحترمة. قبل ذلك، كان الكثيرون يعتبرون الطاهرة تجسيدًا للنقاء والعودة الروحية لفاطمة الزهراء، ابنة محمد. صرخ الكثيرون من الرعب عند رؤية هذا المشهد، وكان أحد الرجال مرعوبًا لدرجة أنه قطع حلقه، وكان الدم ينزف من رقبته ثم فر من مكان الحادث. ثم قامت الطاهرة ببدء خطاب عن الانفصال عن الإسلام، واستشهدت بالقرآن الكريم  إِنَّ الْمُتَّقِينَ فِي جَنَّاتٍ وَنَهَرٍ  فِي مَقْعَدِ صِدْقٍ عِنْدَ مَلِيكٍ مُقْتَدِرٍ  ، وأعلنت نفسها الكلمة التي سينطق بها القائم يوم القيامة. وقد تسبب الكشف عن ذلك في صدمة وذهول بين الرجال الحاضرين. أدت هذه الأحداث إلى تغيير توجه البابيين في مساعيهم الدينية بشكل حاسم.
إن ظروف المؤتمر الذي عقد في حديقة الفردوس الفارسية، إلى جانب خطاب الطاهرة للجمهور، أبرزت الفرق بين اللاهوت الإسلامي والممارسة. إذ أن الجنة الإسلامية، التي تُعتبر حالة مثالية تتطلب المشاركة البشرية وليس مجرد التأمل، تختلف عن قواعد الشريعة الإسلامية. فالقاعدة مستمدة من التفسير البشري للإله الذي يدعي سلطة لم تكن له، حيث كان مكان مثل الحديقة محظورًا على النساء غير المحجبات، في حين أن الجنة في العمل تتطلب ذلك. لقد أصبح هذا الفارق هو السبيل الرئيسي للتمييز بين شريعة الإسلام والأحداث التي جرت في الجنة.
وفقًا لموجان مومن، فإن اتهام البابيين بالفساد الأخلاقي مؤكد من خلال بعض المصادر البابية والبهائية. تشير مونغول بايات إلى أن اتهامات الفجور في المؤتمر كانت "مبالغ فيها إلى حد كبير"، على الرغم من أنها تؤكد أن هناك "أذى سعى إليه عدد قليل من غير المسؤولين بين أتباع الإيمان". وفقًا لبيتر سميث، فإن بعض أتباع الدين الجديد "انفصلوا علنًا عن الممارسات الإسلامية، إما "لإرضاء رغباتهم الأنانية"، أو كعمل متعمد لإعلان اليوم الجديد".
بعد أن تصالحت الطاهرة والقدوس، خرجا من بدشت راكبين في هودج واحد. وعندما اقتربوا من قرية نيالا، غضب الملا المحلي عندما رأى امرأة غير محجبة تجلس بجوار مجموعة من الرجال وتردد القصائد بصوت عالٍ، فقاد حشدًا ضدهم. وقد لقي عدة أشخاص حتفهم في الاشتباك الناتج عن ذلك، واضطر البابيون إلى التفرق في اتجاهات مختلفة. وفي نهاية المطاف، سافر القدوس إلى حيث كان الملا حسين، في مرقد الطبرسي، حيث وقعت أحداث مهمة. تم القبض على الطاهرة واحتجازها في طهران.

## الأهمية
يعتبر البابيون والبهائيون مؤتمر بدشت بمثابة لحظة فارقة أظهرت أن الشريعة الإسلامية قد ألغيت وحل محلها الشريعة البابية، فضلاً عن كونها دليلاً رئيسياً على أهمية رفع المكانة الاجتماعية للمرأة. وعلى الرغم من أن الكشف عن الطاهرة أدى إلى اتهامات بالفجور من قبل أحد المبشرين المسيحيين ورجال الدين المسلمين في ذلك الوقت، إلا أن الباب رد بدعم موقفها وتأييد الاسم الذي أطلقه عليها بهاء الله في المؤتمر: "الطاهرة".

### جوانب أخرى
لاحظ البهائيون وجود تزامن في الوقت وتشابه في الموضوع والأحداث بين مؤتمر بدشت في إيران ومؤتمر سينيكا فولز في الولايات المتحدة. أولاً، تم عقد المؤتمرين في وقت متزامن تقريبًا؛ ففي بدشت، استمر المؤتمر على مدى ثلاثة أسابيع من أواخر يونيو إلى منتصف يوليو 1848، بينما عقد مؤتمر سينيكا فولز في منتصف يوليو من نفس العام. ثانيًا، في كلا المؤتمرين، اتخذت النساء (الطاهرة في بدشت وإليزابيث كادي ستانتون في سينيكا فولز) مواقف قوية بشأن دور المرأة في الساحة العامة، مما أثار ردود فعل قاسية من بعض الحاضرين. وأخيرًا، قام كبار الرجال الحاضرين (قدوس في بدشت وفريدريك دوغلاس في سينيكا فولز) بدعم هذه الدعوات قبل رفع الجلسة، مما ساعد في تسوية الخلافات. يرى البعض أيضًا وجود تشابه في المناقشات الخلفية التي تم توثيقها جزئيًا لترتيب كيفية إثارة الأمور وتسويتها.

## قراءة إضافية
- Deo، Veena (1993). "Celebrating the emergence of Iranian women writers from behind the veil". Critique: Critical Middle Eastern Studies. ج. 2 ع. 3: 88–93. DOI:10.1080/10669929308720042.
- Amanat, Abbas (1989). Resurrection and Renewal. Cornell University Press, New York, USA. ISBN:0-8014-2098-9.